# عفيف (يهر)

تعديل مصدري - تعديل

عفيف هي إحدى قرى عزلة يهر بمديرية يهر التابعة لمحافظة لحج، بلغ تعداد سكانها 5 نسمة حسب تعداد اليمن لعام 2004.